# 邝景扬

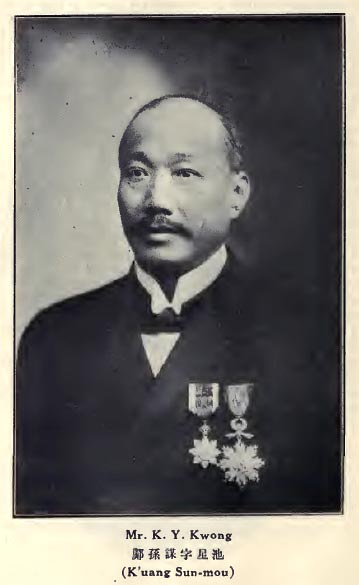
邝景扬

邝景扬（1863年2月8日—1929年10月19日）又名邝景阳、鄺孫謀，字星池，英文姓名Kwong King Yang，籍贯广东省南海县人，生于广州，中国第一代铁路工程师之一。
詹天佑為第一批留美，鄺孫謀為第三批。鄺孫謀先進入中國鐵路界，引薦詹天佑。

## 生平
邝景扬是广东省南海县人，1863年生于广州。他是清政府派出的第三批留美幼童之一，留美年龄13岁，职业矿业、铁路工程师。来到美国后，从1877年至1880年先在马萨诸塞州伊斯特汉普顿的威利斯顿神学院（Williston Seminary）读预科，尔后于1880年进入美国麻省理工学院，中途于1882年回中国，未能毕业。
从1882年至1886年，邝景扬在唐山的开平矿务局担任总助理（general assistant，原称待查）（一说在开平煤矿的路矿学堂供职）。1886年唐胥铁路脱离开平煤矿，另组开平铁路公司，邝乃在该公司任帮工程司，参与唐胥铁路向芦台展筑工程。Who's Who in China, 3rd ed.称其从1886年至1900年在京奉铁路担任帮工程司（assistant engineer），这是因为唐胥铁路属于京奉铁路的一段，实际上京奉铁路全线通车要等到1911年，故此说法并不确切。在任开平铁路公司帮工程司时，1887年，开平铁路公司迁到天津，后更名为中国铁路公司，并将唐山至芦台间的铁路向塘沽、天津方向展筑。1888年，邝景扬向中国铁路公司总办伍廷芳推荐了同乡詹天佑，随后詹天佑应该公司邀请到天津进入中国铁路公司任帮工程司，开始了其辉煌的铁路生涯。
1901年至1903年，邝景扬在株萍铁路担任助理工程师（assistant engineer）。1903年至1905年，回到京奉铁路担任驻段工程师（resident engineer，原称待查）。1905年秋至1906年，邝景扬担任京张铁路工务段工程师（district engineer，原称待查）。当时，1905年清政府决定派詹天佑主持修筑京张铁路，并宣布一个洋人也不用，邝景扬遂跟随詹天佑赴京张铁路工地，参加了该工程的勘测设计及前期施工。1906年秋，邝景扬成为粤汉铁路广东段总工程师。实际上，1906年广东省开筑粤汉铁路，邀请詹天佑主持，但因京张铁路正在紧张施工正紧，詹天佑乃推荐邝景扬出任粤汉铁路总工程司。1909年京张铁路通车后，线路又向绥远展筑，所以直到1911年，詹天佑才到广东出任粤汉铁路总工程司，而邝景扬则返回北方接任京张张绥铁路 （后改称京绥铁路）总工程师。
1911年至1916年，邝景扬任京绥铁路总工程司。1917年至1919年，任津浦铁路总工程师。1920年至1921年，担任京绥铁路和京汉铁路主管（shop superintendent，原称待查）。1921年至1922年，担任京绥铁路总工程师，以及京汉铁路顾问工程师（consulting engineer）。1922年5月，他退休享受私人时光。他留的永久通信地址是“Care of Association of Chinese and American Engineers, Nanchitzu, Peking.”（北京南池子中美工程师协会转）。
邝景扬曾先后获得许多奖励。1912年12月，获五等嘉禾章。1913年11月，获四等文虎章。1915年3月，获四等嘉禾章。1917年12月，获三等嘉禾章。1921年2月，获四等宝光嘉禾章。1916年至1918年，詹天佑任交通部技监、中华工程师学会会长，邝景扬任中华工程师学会副会长，负责学会的部分日常工作。邝景扬曾任中美工程师协会（Association of Chinese and American Engineers）会长、中华工程师学会（Chinese Engineer's Association）会长。他也是北京政府交通部的勘线委员会（the Commission for the location of railroad lines called by the Ministry of Communications，原称待查）的成员。
1919年，詹天佑病逝之后，邝景扬（时任中华工程师学会会长）、丁士源（时任京绥铁路局局长）共同倡议为詹天佑立铜像，并呈文中华民国大总统，共500多人联名响应此倡议。呈文中称： “交通部技监詹天佑，于四月二十四日在汉口差次病故……呈请大总统，准在京绥路八达岭为该故技监建设铜像，并请特予颁给碑文，借没世之荣，作后来之矜式。”1922年，詹天佑铜像及碑亭在八达岭青龙桥站建成。

## 延伸阅读
- Kwong King Yang, Chinese Educational Mission Connections

[在维基数据编辑]
 《游美同學錄·鄺孫謀》，出自《游美同學錄》